# Тиомерсал
Тиомерсал, широко известный в США как thimerosal, — ртутьсодержащее соединение, используемое в качестве антисептического и противогрибкового средства.
Фармацевтическая корпорация Eli Lilly дала тиомерсалу торговое название Мертиолят. Он используется в качестве консерванта в вакцинах, препаратах иммуноглобулина, кожных тестах на антигены, противоядиях, офтальмологических и назальных препаратах, а также в чернилах для татуировки. Несмотря на научный консенсус о том, что опасения по поводу его безопасности необоснованны, использование тиомерсала в качестве консерванта в вакцинах было поставлено под сомнение противниками вакцинации, что привело к его постепенному исключению из обычных детских вакцин в Соединённых Штатах и Европейском союзе. 

## История
Тиомерсал был синтезирован одним из пионеров органической химии, Моррисоном Хараши, в Университете Мерилэнда и запатентован в 1927 году.
Фармацевтическая компания Eli Lilly and Company торговала им под коммерческим названием «Мертиолят», зарегистрированным в 1929 году. Тиомерсал получил распространение в фармакологии благодаря своим антисептическим, бактерицидным и фунгицидным свойствам.

## Концентрация
В большинстве используемых в России вакцин тиомерсал содержится в концентрации 1:10000. Таким образом, в одной прививочной дозе (0,5 мл) содержится 50 мкг тиомерсала (из расчёта 0,5 мл = 500 мг, 1/10000 = 50 мкг). Например, в российских «АКДС», «АДС» и «АДС-М» фармпроизводителя ФГУП "НПО «Микроген», концентрация мертиолята составляет порядка 100 мкг в 1 мл ампуле (2 дозы).  Количественное определение тиомерсала, входящего в состав вакцин, является обязательным требованием к их качеству — для контроля количественного содержания тиомерсала применяется колориметрическая методика, а также подходы, основанные на элементном анализе, например, метод атомно-абсорбционной спектрометрии холодного пара.
В пище ртуть содержится в дозах иногда больших, чем в вакцинах: в консервированном тунце — 165 мкг/кг, в жареном палтусе — 70 мкг/кг, в варёной лососине и креветках — 27 мкг/кг. Согласно данным ВОЗ, в среднем за сутки с пищей мы получаем 2,4 мкг этого элемента.

## Биотрансформация
При попадании в организм мертиолят распадается на этилртуть и тиосалицилат. Период полувыведения соединений ртути в крови после прививки у новорожденных 3.7 дней. Через 30 дней количество соединений ртути в крови возвращаются на уровень до вакцинации. Быстрое выведение этилртути, которая входит в состав тиомерсала, подтверждается результатами всех проанализированных исследований, включая даже те, где в группу обследуемых были включены младенцы со сниженным весом. Результаты исследований показали, что отказ от вакцин, содержащих тиомерсал, не повлиял на частоту случаев аутизма, который выдвигался в качестве довода некоторыми сторонниками применения вакцин, не содержащих тиомерсал.

## Физические свойства
Белый с лёгким кремовым оттенком микрокристаллический порошок с характерным запахом, растворим в воде, слабо растворим в спирте, практически нерастворим в эфире.

## Изготовление
Тиомерсал получают реакцией о-тиосалицилата натрия с этилмеркурхлоридом.

## Примечание
1. ↑  Sharpe M. A., Livingston A. D., Baskin D. S. Thimerosal-Derived Ethylmercury Is a Mitochondrial Toxin in Human Astrocytes: Possible Role of Fenton Chemistry in the Oxidation and Breakage of mtDNA. (англ.) // Journal of toxicology. — 2012. — Vol. 2012. — P. 373678. — doi:10.1155/2012/373678. — PMID 22811707.
2. ↑  Gołoś A., Lutyńska A. Thiomersal-containing vaccines - a review of the current state of knowledge. // Przeglad epidemiologiczny. — 2015. — Vol. 69, № 1. — P. 59—64. — PMID 25862449.
3. ↑  Doja A., Roberts W. Immunizations and autism: a review of the literature. (англ.) // The Canadian journal of neurological sciences. Le journal canadien des sciences neurologiques. — 2006. — Vol. 33, no. 4. — P. 341—346. — PMID 17168158.
4. ↑  Vaccines Do Not Cause Autism (англ.). Centers for Disease Control and Prevention. Дата обращения: 13 сентября 2016. Архивировано 16 марта 2017 года.
5. ↑  Immunization Safety Review Committee, Board on Health Promotion and Disease Prevention, Institute of Medicine. Immunization Safety Review: Vaccines and Autism.. — Washington, DC, 2004. — ISBN 0-309-09237-X.
6. ↑  Bigham M., Copes R. Thiomersal in vaccines: balancing the risk of adverse effects with the risk of vaccine-preventable disease. (англ.) // Drug safety. — 2005. — Vol. 28, no. 2. — P. 89—101. — doi:10.2165/00002018-200528020-00001. — PMID 15691220.
7. ↑  U.S. Patent 1 672 615 «Alkyl mercuric sulphur compound and process of producing it»
8. ↑  Мертиолят и вакцинация против гепатита B Архивная копия от 11 декабря 2008 на Wayback Machine // Медицина для всех. — 2001. — № 1.
9. ↑  Вакцина коклюшно-дифтерийно-столбнячная адсорбированная Архивная копия от 19 августа 2016 на Wayback Machine (АКДС)
10. ↑  O. N. Kolesnikova, V. E. Tregubova, O. B. Ustinnikova, A. A. Movsesyants. Comparability assessment of the results of thiomersal quantification in adsorbed immunobiological medicinal products by colourimetry and by cold vapor atomic absorption spectrometry // Biological Products. Prevention, Diagnosis, Treatment. — 2022-10-10. — Т. 22, вып. 3. — С. 318–330. — ISSN 2619-1156. — doi:10.30895/2221-996X-2022-22-3-318-330.
11. ↑  Mercury Levels in Newborns and Infants After Receipt of Thimerosal-Containing Vaccines. Дата обращения: 1 сентября 2009. Архивировано 2 мая 2009 года.
12. ↑  Всемирная организация здравоохранения. Тиомерсал: Вопросы и ответы. — 2011. — Октябрь. Архивировано 29 мая 2015 года.
13. ↑  Parry Jane. От паникёрства вакцины нет. Бюллетень Всемирной организации здравоохранения (6 июня 2008). Дата обращения: 14 августа 2015. Архивировано 20 октября 2014 года.
14. ↑  Gabriela Kurz da Cunha and. Thimerosal-containing vaccines and deficit in child development: Population-based study in southern Brazil (англ.) // Vaccine. — 2020. — 24 февраля (т. 38, № 9). — С. 2216-2220. — doi:10.1016/j.vaccine.2019.12.044. Архивировано 8 мая 2021 года.
15. ↑  Мельников Н. Н. Пестициды. — М.: Химия, 1987.